# Rzężawy (Łódź)
Pour les articles homonymes, voir Rzężawy.
Rzężawy est une localité polonaise de la gmina de Goszczanów, située dans le powiat de Sieradz en voïvodie de Łódź.